# استفان گومز
استفان گومز (به انگلیسی: Stéphane Gomez) (زادهٔ ۲ اوت ۱۹۷۶) شناگر اهل فرانسه است.